# 일차 탄소
| 일차 탄소                                             |
| ----------------------------------------------------- |
|                                                       |
| 프로페인의 구조식(일차 탄소는 빨간색으로 강조 표시됨) |

일차 탄소(一次炭素)는 하나의 다른 탄소 원자에만 결합하고 있는 탄소 원자이다. 따라서 1차 탄소는 탄소 사슬의 끝에 존재한다. 알케인은 3개의 수소 원자가 1차 탄소에 결합되어 있다(오른쪽 그림의 프로페인을 참조). 또한 수소 원자는 하이드록실기로 대체되어 분자를 1차 알코올로 만들 수 있다.
|                        | 일차 탄소     | 이차 탄소     | 삼차 탄소     | 사차 탄소     |
| 일반 구조 (R = 유기기) | frameless=1.0 | frameless=1.0 | frameless=1.0 | frameless=1.0 |
| 부분 구조식            | frameless=1.0 | frameless=1.0 | frameless=1.0 | frameless=1.0 |

## 같이 보기
- 이차 탄소
- 삼차 탄소
- 사차 탄소